# Ivan Rabuzin
Ivan Rabuzin (* 27. März 1921 in Ključ, Gespanschaft Varaždin; † 18. Dezember 2008 in Varaždin) war ein kroatischer Maler, der sich in der Tradition der Schule von Hlebine bewegte.

## Leben

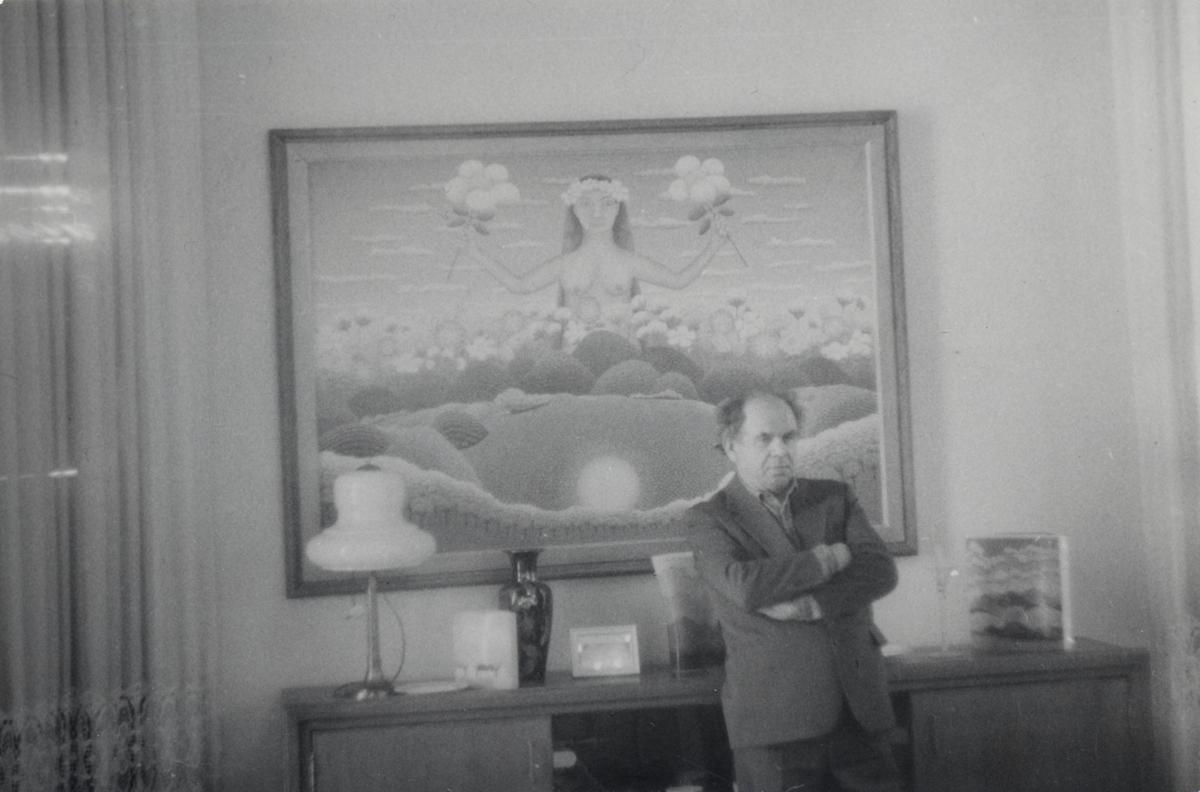
Ivan Rabuzin

Rabuzin wurde als Sohn eines Bergmanns als sechstes Kind von elf Geschwistern im Dorf Kljuć bei Novi Marof geboren. Nach dem Besuch der Volksschule arbeitete Rabuzin in der Landwirtschaft und absolvierte eine Schreinerlehre. Von 1945 bis 1947 besuchte er die Gewerbeschule in Zagreb. Er begann erst in den 1950er Jahren als Künstler zu arbeiten.
Ab ca. 1959 war Rabuzin freischaffender Maler, 1963 hatte er seine erste Einzelausstellung in der Galerie Mona Lisa in Paris. Darauf folgten hunderte Einzel- und unzählige Gruppenausstellungen. Bilder von ihm hängen in vielen Galerien und Museen. Einige Werke sind unter anderem Teil der Sammlung Zander in Köln. In den 1970er Jahren arbeitete er mit dem finnischen Designer Timo Sarpaneva in der Studio Linie der Firma Rosenthal bei der Gestaltung des Geschirrs Suomi zusammen.